# Live & Dangerous: Boston 1976
Live & Dangerous: Boston 1976 è il terzo album live del cantante reggae giamaicano Peter Tosh, pubblicato dalla Columbia Records il 3 luglio 2001.

## Tracce
1. Instrumental Intro - 6:00 (Testi: Tosh)
2. Igziabeher (Let Jah Be Praised) - 7:19 (Testi: Tosh)
3. 400 Years - 6:22 (Testi: Marley, Tosh)
4. No Sympathy - 7:20 (Testi: Tosh)
5. Burial - 8:28 (Testi: Tosh)
6. Mark of the Beast - 5:42 (Testi: Tosh)
7. Babylon Queendom - 8:43 (Testi: Tosh)
8. Why Must I Cry - 4:52 (Testi: Marley, Tosh)
9. What'cha Gonna Do? - 4:48 (Testi: Tosh)
10. Stepping Razor - 6:18 (Testi: Higgs)
11. Ketchy Shuby - 9:16 (Testi: Tosh)